# Birao
Birao – miasto w Republice Środkowoafrykańskiej, ośrodek administracyjny prefektury Vakaga. Według danych statystycznych w 2000 r. miasto liczyło ok. 9,8 tys. mieszkańców. W mieście znajduje się port lotniczy Birao.
W marcu 2007 r. podczas walk między siłami rebelianckimi oraz oddziałami rządowymi miasto zostało niemal doszczętnie spalone.